# Paolo Inselvini
Paolo Inselvini (ur. 5 października 1994 w Brescii) – włoski polityk i samorządowiec, poseł do Parlamentu Europejskiego X kadencji.

## Życiorys
Z wykształcenia prawnik, uzyskał magisterium na Uniwersytecie w Brescii. Pracował m.in. w firmie zajmującej się komunikacją. W 2013 dołączył do ugrupowania Bracia Włosi. Wchodził w skład kierownictwa jej młodzieżówki Gioventù Nazionale. Zasiadał w radzie miejscowości Castegnato. W wyborach w 2024 uzyskał mandat posła do Parlamentu Europejskiego X kadencji (gdy Giorgia Meloni zrezygnowała z jego objęcia).